# Абдикация
Абдикация (на латински: abdicatio) или абдикиране е акт на доброволен отказ от заеман официален пост, особено отказването на владетел от трона. За отказване от друга служба обикновено се употребява оставка. В римското право терминът е използван и за лишаване на права на член на семейството, например за обезнаследяване на сина.

## По-известни абдикации в Античността
Сред по-известните абдикации в античността са тези на диктатора Луций Корнелий Сула през 79 г., император Диоклециан през 305 г. и император Ромул Августул през 476 г.

## Британската корона
Може би най-известната абдикация в съвременната история е тази на крал Едуард VIII през 1936 г. Едуард абдикира от британския трон, за да се ожени за американката Уолис Симпсън, въпреки възраженията на английското общество, правителствата на Британска общност, кралското семейство и Англиканската църква. Това е първият случай в историята на напълно доброволен отказ от английската корона. Ричард II също е абдикирал, но след като властта е била завзета от братовчед му Хенри Болингбрук, бъдещият Хенри IV докато Ричард е отсъствал от страната.
Когато избухва Революцията от 1688 г., крал Джеймс II бяга във Франция, като хвърля кралския печат в Темза. Тогава в Парламента възниква дискусия дали той е напуснал трона или е абдикирал. Стига се до съгласие, че е абдикирал, въпреки протестите на самия Джеймс II. Общото събрание на Камарите на Лордовете и на Общините решава, че „крал Джеймс II се е опитал да суспендира конституцията на Кралството като е нарушил първичния договор между Краля и народа и по съвета на йезуити и други лоши хора е погазил основните закони и като е избягал от Кралството е абдикирал от управлението, и следователно тронът е вакантен.“ Шотландският Парламент издава указ за конфискация и лишаване от права.
Според британските закони абдикацията на краля може да се узакони само с акт на Парламента. Според Уестминстърския кодекс от 1931 г. такъв акт трябва да бъде одобрен от парламентите на всички 16 страни от Британската общност. За да се узакони абдикацията на крал Едуард VIII през 1936 г. е издаден Акт за одобрение на Декларацията на Нейно Величество за абдикацията.

## Съвременни абдикации
В някои страни абдикацията на монарха се счита за „дълбоко и шокиращо неизпълнение на задълженията на монарха“. Поради това абдикациите са били следствие само на извънредни обстоятелства при политически размирици и бунтове. Монарсите на Холандия, Люксембург и Камбоджа са абдикирали поради напреднала възраст.
В най-новата история на България са абдикирали княз Александър I Батенберг (26 август 1886) и цар Фердинанд I (3 октомври 1918).